# Merochlora fasciolaria
Merochlora fasciolaria là một loài bướm đêm trong họ Geometridae.